# رالف فاکس
رالف فاکس (انگلیسی: Ralph Fox؛ ۲۴ مارس ۱۹۱۳ – ۲۳ دسامبر ۱۹۷۳) ریاضی‌دان آمریکایی بود. او به عنوان استاد در دانشگاه پرینستون بسیاری از مشارکت‌کنندگان در عصر طلایی توپولوژی دیفرانسیل را آموزش داد و آنها را راهنمایی کرد و نقش مهمی در امروزی کردن و مورد پذیرش عموم قرار دادن نظریه گره ایفا کرد. او از سخنرانان مدعو کنگره جهانی ریاضیدانان در سال ۱۹۵۰ بود که در کمبریج (ماساچوست) برگزار شد.